# Ruth Atkinson
Ruth Atkinson est une dessinatrice américaine, née le 2 juin 1918 à Toronto, au Canada, et morte le 1er juin 1997. Elle est l'une des premières dessinatrice de comic books, débutant au début des années 1940. C'est Jerry Iger qui, voyant que de nombreux dessinateurs risquaient d'être appelés sous les drapeaux décide de l'engager avec Lily Renée, Fran Hopper, Ann Brewster, Marcia Snyder et Nina Albright pour travailler dans sa société spécialisée dans la création de comics pour des éditeurs tiers. Elle est notamment la créatrice des personnages Patsy Walker en 1944 et Millie the Model en 1945 pour la maison d'édition Timely Comics sous la direction de Stan Lee. Elle cesse ses activités dans les années 1950 pour se marier, prenant le nom de Ruth Atkinson Ford.
En 2021, elle est ajoutée à titre posthume au temple de la renommée Will Eisner.